# Draconarius immensus
Draconarius immensus là một loài nhện trong họ Amaurobiidae.
Loài này thuộc chi Draconarius. Draconarius immensus được Yajun Xu & S. Q. Li miêu tả năm 2006.